# Prosper Cuypers van Velthoven
Prosper Antoine Ferdinand Gaspar Prosper Cuypers ('s-Gravenhage, 6 februari 1803 – Brussel, 5 december 1882) was schrijver en verzamelaar en besteedde veel tijd aan zijn geschiedenisstudie. Hij verzamelde archivalia en afschriften van archivalia met het doel een standaardwerk over de geschiedenis van Brabant te schrijven.

## Levensloop
Prosper Cuypers is zoon van Petrus Josephus Cuypers en Maria Theresia Elisabeth van Mattemburgh. Hij huwde te Eindhoven op 30 augustus 1830 met Anna Maria Carolina van Velthoven, wier naam hij later aan de zijne toevoegde. Uit dit huwelijk werden 7 kinderen geboren.
Hij overleed te Brussel op 5 december 1882 en werd te Etterbeek (België) begraven.
Een vaste functie heeft hij nooit vervuld, slechts een korte periode is hij werkzaam geweest als belastingambtenaar. Hij woonde eerst in Ginneken bij Breda, waar hij later het landgoed Anneville (Ulvenhout) liet aanleggen. De meeste tijd woonde hij echter in Brussel.

## Werkzaamheden
Doordat hij financieel onafhankelijk was kon hij zijn tijd besteden aan zijn hobby; geschiedenis. Hij werd lid van diverse binnen- en buitenlandse verenigingen op het oudheidkundig gebied, o.a. in België, Duitsland, Denemarken en Frankrijk. Ook op maatschappelijk gebied was Prosper Cuypers actief. Hij was stichter en geruime tijd ondervoorzitter van de Nederlandse Vereniging van Weldadigheid te Brussel.
Het door hem beoogde standaardwerk over de Brabantse geschiedenis heeft hij nooit kunnen schrijven, wél zijn er van zijn hand diverse artikelen verschenen, veelal over munten en penningen. Voor zijn werk Documents pour servir à l'histoire des troubles religieux de XVIme siècle dans le Brabant septentrional (1566-1570), kreeg hij in 1858 van het gemeentebestuur van 's-Hertogenbosch de zilveren stedelijke medaille. Door zijn goede relaties, met name met Reinier Bakhuizen van den Brink, die hij financiële bijstand verleende, wist hij toegang te krijgen tot de archieven in Nederland en België. Ook werkte hij met Bakhuizen van den Brink samen op het gebied van geschiedkundig onderzoek.
De door Prosper Cuypers verzamelde archiefstukken worden bewaard bij het Brabants Historisch Informatie Centrum in 's-Hertogenbosch.